# Junas
Junas är en kommun i departementet Gard i regionen Occitanien i södra Frankrike. Kommunen ligger i kantonen Sommières som tillhör arrondissementet Nîmes. År 2022 hade Junas 1 260 invånare.

## Befolkningsutveckling
Antalet invånare i kommunen Junas
Referens:INSEE